# Валасек, Тадеуш
Тадеуш Валасек (пол. Tadeusz Walasek; 15 июля 1936, Эльжбецин, Белостокское воеводство — 4 ноября 2011, Воломин, Мазовецкое воеводство) — польский боксёр, серебряный призёр Олимпийских игр в Риме (1960), бронзовый — в Токио (1964), чемпион Европы.

## Биография

### Ранняя жизнь
Родился в 1936 году. Семья проживала в Западной Белоруссии, после 1939 года вошедшей в состав Белорусской ССР. В феврале 1940 года его отец — Владислав, был арестован по подозрению в организации антисоветского заговора и вместе со своей семьей: женой и четырьмя детьми, включая 4-летнего Тадеуша, а также с родителями жены и её братом, был сослан на Север в посёлок номер 16 под Архангельском. После начала Великой Отечественной войны отец и дядя Валасека вступили в польскую армию генерала Андерса, в составе которой воевали.

В конце 1942 года Валасек и его семья были вывезены в Сталинабад, где проживали до мая 1946 года. В мае 1946 года семья вернулась в Польшу, впоследствии проживая в городе Клодзко, где в 1949 году Тадеуш Валасек занялся боксом.

### Спортивные достижения
Выступал на ринге с 1949 по 1966 годы. Семикратный чемпион Польши, серебряный призёр Олимпийских игр 1960 года в Риме, бронзовый призёр на Играх в Токио (1964). Чемпион Европы (1961), серебряный призёр континентального первенства (1957, 1959). На чемпионате Европы 1959 года проиграл финальный бой советскому боксеру Геннадию Шаткову, в 1961 году выиграл финальный бой у Евгения Феофанова.

На Олимпийских играх 1960 года победил Евгения Феофанова в полуфинале, но в финале со счетом 2:3 уступил американцу Эдварду Круку. Зрители устроили бурную обструкцию при объявлении победителя и при награждении Э. Крука золотой медалью.

На Олимпийских играх 1964 года проиграл полуфинальный бой Валерию Попенченко.

Провел 421 бой, одержал 378 побед, потерпел 34 поражения и 9 встреч свел к ничьей.
Валерий Попенченко, четыре раза бывший соперником Тадеуша Валасека, сказал о нём:

Валясек учил меня думать на ринге. Остро и напряженно думать. Перед каждым боем я знал заранее: Валясека не возьмёшь силой. Он не ввяжется в драку. Его не перехитришь каким-нибудь банальным, штампованным приёмом. Его надо переигрывать и начинать с первой секунды боя. Валясек — мудрый боец. — 

### Последующая жизнь
По завершении боксерской карьеры с 1967 года работал тренером в спортивном обществе «Гвардия» (Варшава). Тренировал сборную команду общества, в том числе тренировал Ежи Рыбицкого.
В 1996 году был награждён премией имени Александра Рекши, ежегодно вручаемой людям, внесшим особый вклад в польский бокс.
Умер 4 ноября 2011 года.

## Интересные факты
Поражение Валасека в финале Олимпийских игр 1960 года имело продолжение:

И всё же золотую медаль Тадеуш Валасек получил. Впервые Олимпийские игры транслировались тогда впрямую по телевидению и вся Польша видела бой Валасек — Крук, видела, что их земляка засудили. И тогда был брошен клич: «Соберём Валасеку деньги на золотую медаль». Быстро была собрана нужная сумма, приобретено золото и один из лучших ювелиров Польши — Станислав Сиржитский изготовил для Валасека точную копию (снял её с серебряной медали Тадеуша) олимпийской награды.

— Она и сейчас у меня на самом видном и почётном месте красуется, — улыбается Валасек. — Очень для меня дорогая. Не в смысле цены, хотя и из чистого золота сделана. А как знак любви моих болельщиков.— 